# Biblioteca Norberto Bobbio
La Biblioteca Norberto Bobbio di Torino è una delle principali biblioteche accademiche della città, la più grande del Piemonte, ed è intitolata all'omonimo filosofo, giurista, politologo e storico italiano. È una biblioteca interdipartimentale appartenente all'Università degli Studi di Torino, che afferisce ai dipartimenti di Culture, Politica e Società, Economia e Statistica, Giurisprudenza.

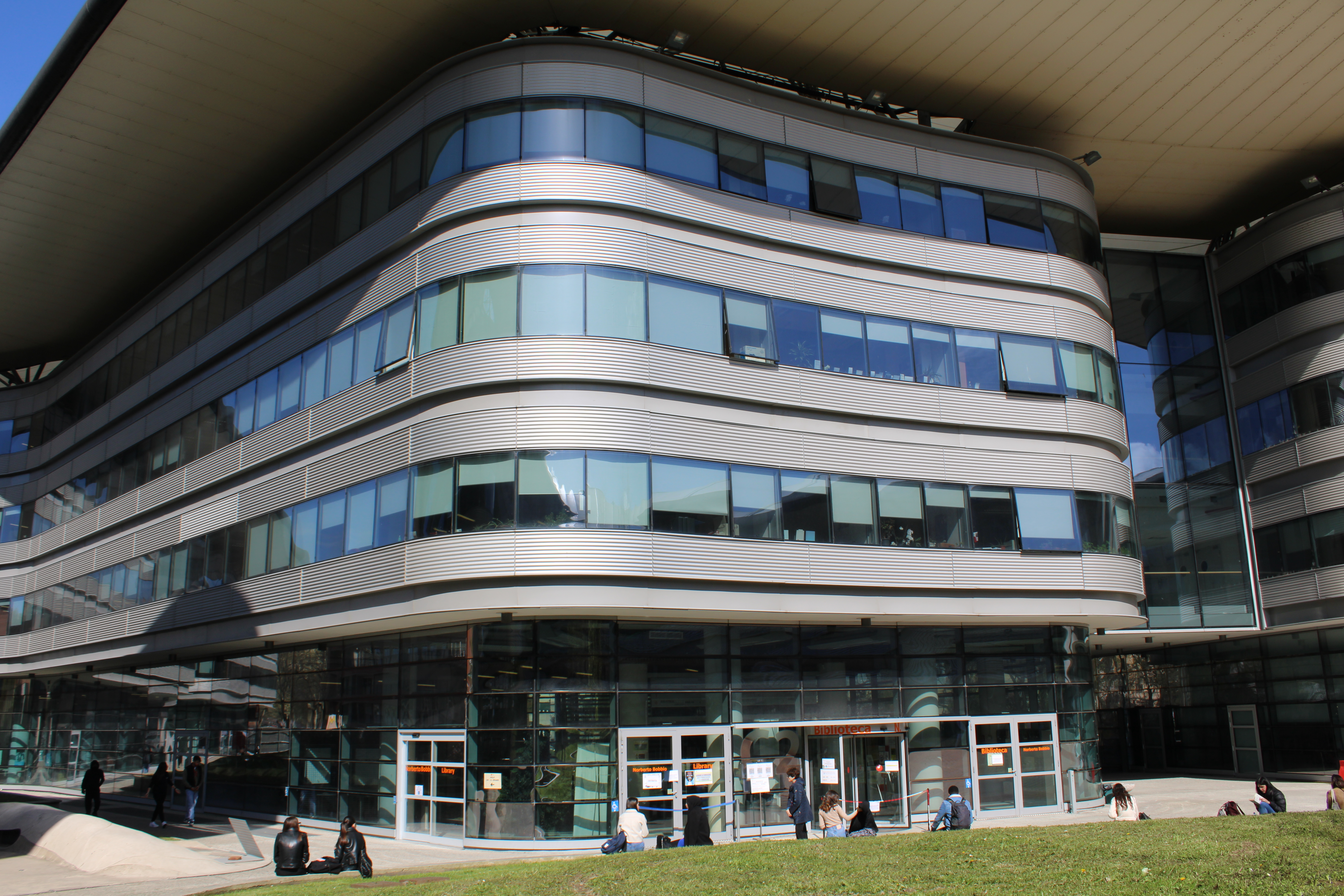
Veduta esterna della Biblioteca N. Bobbio

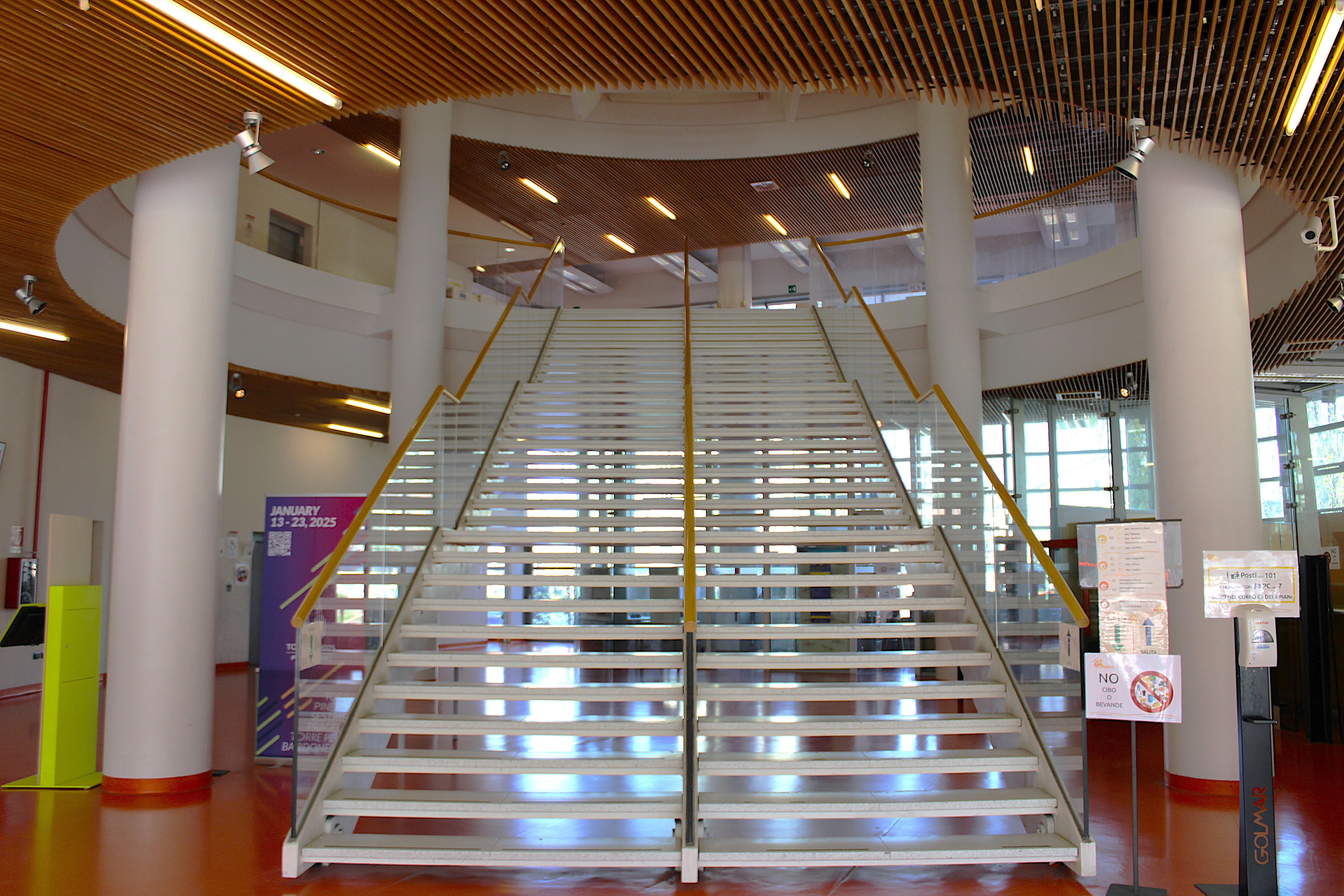
Ingresso della biblioteca N. Bobbio

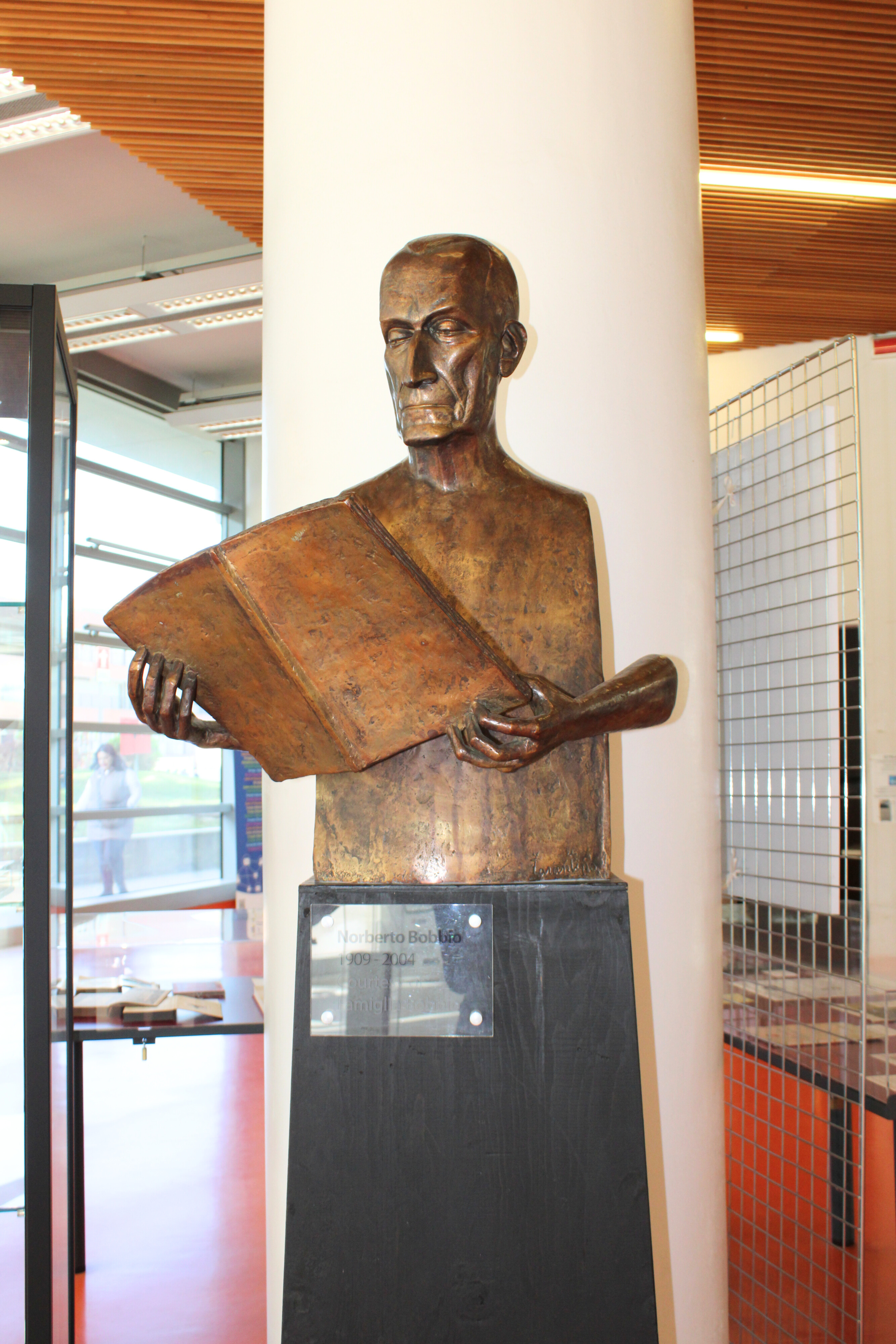
Busto commemorativo di Norberto Bobbio

## La biblioteca
La biblioteca è situata all'interno del complesso universitario del Campus Luigi Einaudi lungo il fiume Dora, nel quartiere Vanchiglia. Il Campus sorge su un'ormai dismessa area industriale che precedentemente ospitava edifici Italgas; il progetto di riqualificazione urbana dell'area è stato affidato allo studio di architettura Norman Foster + Partners, e ha visto l'utilizzo di materiali a basso impatto ambientale, privilegiando i prodotti in legno nel rispetto degli standard del Forest Stewardship Council.
Il Campus ospita tre dipartimenti dell'Università di Torino, parte dei loro uffici amministrativi e la biblioteca Norberto Bobbio, inaugurata come Polo bibliotecario Norberto Bobbio il 22 Settembre del 2012. Il Polo bibliotecario diventa poi formalmente Biblioteca Norberto Bobbio con il decreto rettorale n.5304/2014 del 23 ottobre 2014.
La Biblioteca occupa tre corpi di fabbrica, per un totale di circa 10.000 mq, distribuiti su tre piani. È suddivisa in cinque sezioni intitolate ad alcune figure di intellettuali che hanno fatto parte del corpo docente dell'Università di Torino, che sono legate alla città di Torino o che hanno donato il proprio patrimonio librario alla biblioteca del Campus. In particolare, la biblioteca Norberto Bobbio nasce dall'unione delle biblioteche Salvatore Cognetti De Martiis, Federico Patetta, Francesco Ruffini e Gioele Solari; nel 2016 è stata aggiunta anche la biblioteca europea Gianni Merlini.

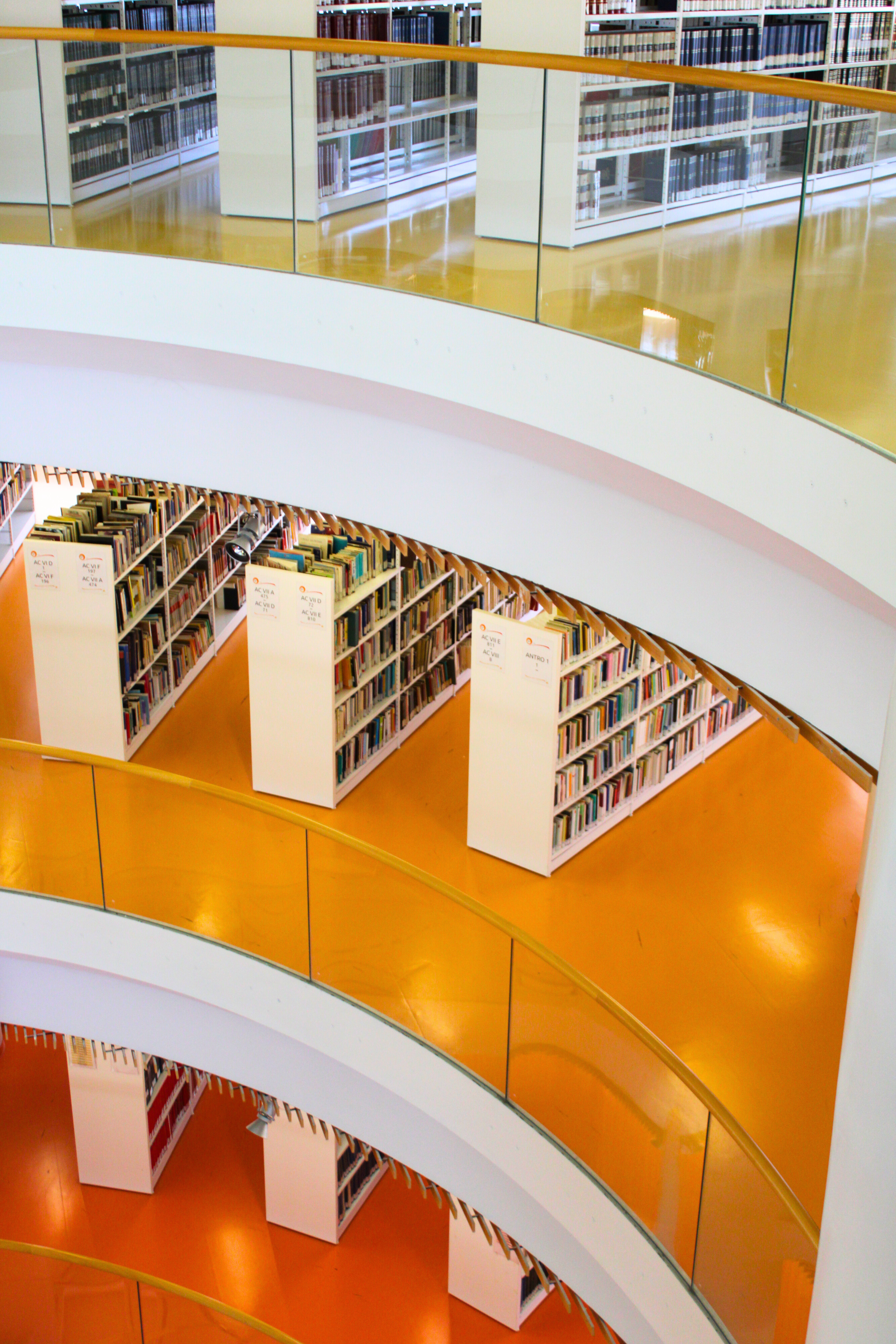
I tre piani della biblioteca

### Sezione Salvatore Cognetti de Martiis
La sezione è intitolata a Salvatore Cognetti de Martiis, illustre economista e fondatore del Laboratorio di Economia Politica. All'interno di questo laboratorio nacque la Biblioteca Cognetti de Martiis, che vantava la più ricca collezione italiana di materiali inerenti alle discipline sociali, comprendendo monografie, statistiche, inchieste, resoconti e documenti.
Nel 2012, il patrimonio della Biblioteca Cognetti de Martiis trovò una nuova sede al corpo C1 del secondo piano della Biblioteca Norberto Bobbio. Qui, tutt'oggi, si trova la sezione di Economia e Statistica, che raccoglie tutti i volumi dedicati alle Scienze Economiche e Statistiche.
Questa sezione rappresenta un tributo alla figura di Salvatore Cognetti de Martiis e alla sua eredità intellettuale. La biblioteca da lui fondata continua a svolgere un ruolo fondamentale nel promuovere lo studio e la ricerca nell'ambito delle scienze sociali.

### Sezione Federico Patetta
La sezione deve il nome al giurista, storico e filologo italiano Federico Patetta, alle collezioni del quale apparteneva la maggior parte dei volumi ivi conservati.
Alla morte di Federico Patetta, la sua biblioteca venne acquistata dall'Università di Torino e vide una prima sistemazione nel Palazzo Carignano di Torino, in alcune sale del Museo del Risorgimento. Successivamente il fondo fu spostato, sempre a Torino, prima a Palazzo Solaroli in piazza Maria Teresa, poi nel recentemente costruito edificio delle Facoltà Umanistiche, in via Roero di Cortanze. Nel 1981 la Facoltà di Giurisprudenza riconobbe la Biblioteca Patetta come Istituto universitario, denominato «Biblioteca F. Patetta» - Centro di Studi di Storia del Diritto Italiano; con l'introduzione dei Dipartimenti, tuttavia, nel 1996 la biblioteca perse la sua individualità giuridico-amministrativa, confluendo nell'appena formato Dipartimento di Scienze giuridiche. 
Nel 2012 la Biblioteca Patetta ha visto la sua finale collocazione nel corpo C1 al terzo piano della Biblioteca Norberto Bobbio: insieme al fondo originale sono stati accorpati ulteriori volumi antichi e rari contenuti in altre collezioni librarie conservate all'interno della biblioteca del Campus Luigi Einaudi. 
Buona parte del fondo della Biblioteca Patetta è costituito da volumi di natura giuridica e storica pubblicati dal XV secolo in poi, ma sono presenti anche carte geografiche, mappe militari, periodici satirici e documenti di carattere amministrativo e normativo. All'interno della sezione sono inoltre presenti volumi di storia giuridica e i fondi librari appartenuti a Francesco ed Edoardo Ruffini e ai professori Pivano, Pinoli e Chiaudano.

### Sezione Francesco Ruffini
La sezione è dedicata a Francesco Ruffini, rettore dell’Università di Torino dal 1910 al 1913 e ministro della Pubblica Istruzione tra il 1916 e il 1917, nonché storico e giurista, noto per aver collaborato alla prima elaborazione del diritto ecclesiastico italiano e per essere stato uno tra gli 11 docenti universitari ad aver rifiutato il giuramento di fedeltà al fascismo nel 1931.
La storia della biblioteca Francesco Ruffini ha origine nell'Istituto per le esercitazioni nelle scienze giuridiche e politiche dell'Università di Torino, istituito nel 1882 dalla Facoltà di giurisprudenza in via Po 14, trasferita nel 1969 presso il Palazzo delle Facoltà Umanistiche, in via Sant’Ottavio 20. Sarà nel 1996, quando diventerà Biblioteca dipartimentale, che sarà intitolata a Francesco Ruffini.
Oggi, la sezione Ruffini occupa l'intero corpo C3 e parte del corpo C2 del terzo piano della biblioteca Norberto Bobbio e conserva le collezioni di diritto, alcune delle quali sono ancora in espansione. La sezione è arricchita, inoltre, dai fondi Bertolini e Brondi e il dono Pierandrei.

### Sezione Gioele Solari
La sezione prende il suo nome da Gioele Solari, filosofo, giurista e docente di Filosofia del diritto presso l'Università di Torino a partire dall'anno 1918 fino al 1942. 
Fra le collezioni della sezione figurano i volumi di scienze giuridiche e politiche ereditati dal patrimonio dell'ex Istituto di Scienze Politiche, che fu guidato dallo stesso Solari dal 1923 al 1935 e che comprendeva anche la biblioteca personale di Solari, acquisita alla sua morte. Ulteriori collezioni comprendono testi pertinenti la sociologia, l'antropologia culturale, gli studi carcerari e gli studi di genere.
La sezione afferisce al dipartimento di Culture, politiche e società dell'Università di Torino ed è ubicata nei corpi C2 e C3 al secondo piano della Biblioteca Norberto Bobbio.

### Sezione Europea Gianni Merlini
La sezione più giovane della biblioteca è intitolata all'editore italiano Gianni Merlini.
La biblioteca Merlini viene inaugurata il 2 Ottobre 2013, a seguito di un accordo stipulato tra l'Università di Torino, la Compagnia di San Paolo, l'Istituto Universitario di Studi Europei (IUSE) e il Centro Studi sul Federalismo (CSF).
Essa nasce dall'unione dei fondi librari e delle emeroteche dell'Istituto Universitario di Studi Europei e della Fondazione Centro Studi sul Federalismo. Specializzata in studi europei e federalisti, la sezione conserva un ricco patrimonio bibliografico che copre ambiti giuridici, economici e politici. 
Il fondo librario della sezione comprende le monografie di argomento prevalentemente giuridico raccolte dallo IUSE, oltre alle pubblicazioni ufficiali del Centro di Documentazione Europea (CDE) e il patrimonio del Centro Studi sul Federalismo la cui collezione riunisce un'ampia varietà di opere relative agli studi politologici, giuridici ed economici relativi al pensiero federalista e alla storia dell'integrazione europea. Tra i fondi più significativi all'interno del Centro Studi sul Federalismo si annoverano quello del CESI (Centro Einstein di Studi Internazionali), di Gianni Merlini, di Umberto Serafini, di Tommaso Padoa-Schioppa e di Sergio Pistone.

### Settore Antichi e Rari
Le collezioni di volumi antichi, rari e di pregio provenienti dalle originarie biblioteche Federico Patetta, Francesco Ruffini, Gioele Solari e Salvatore Cognetti de Martiis, sono state raccolte nel Settore Antichi e Rari della Biblioteca Norberto Bobbio.
Il settore ospita inoltre gran parte dei fondi e delle donazioni librarie appartenute a illustri docenti dell'Università di Torino, il cui elenco è qui di seguito riportato. 

#### Fondi librari
- Arnaldo Bertola[25]
- Cesare Bertolini[26]
- Vittorio Brondi[27]
- Mario Chiaudano[28]
- Marcella Falletti
- Paolo Farneti[29]
- Pasquale Jannaccone[30]
- Laboratorio di Economia Politica "S. Cognetti De Martiis"
- Silvio Pivano
- Vincenzo Porri
- Francesco ed Edoardo Ruffini[31]

#### Doni
- Pier Luigi Albini[32]
- Ermanno Eydoux
- Carlo Montanari
- Franco Pierandrei
- Galileo Pinoli
- Bruno Rizzi[33]
- Giovanni Vidari[34]

### Ex-libris presenti nella Biblioteca Norberto Bobbio

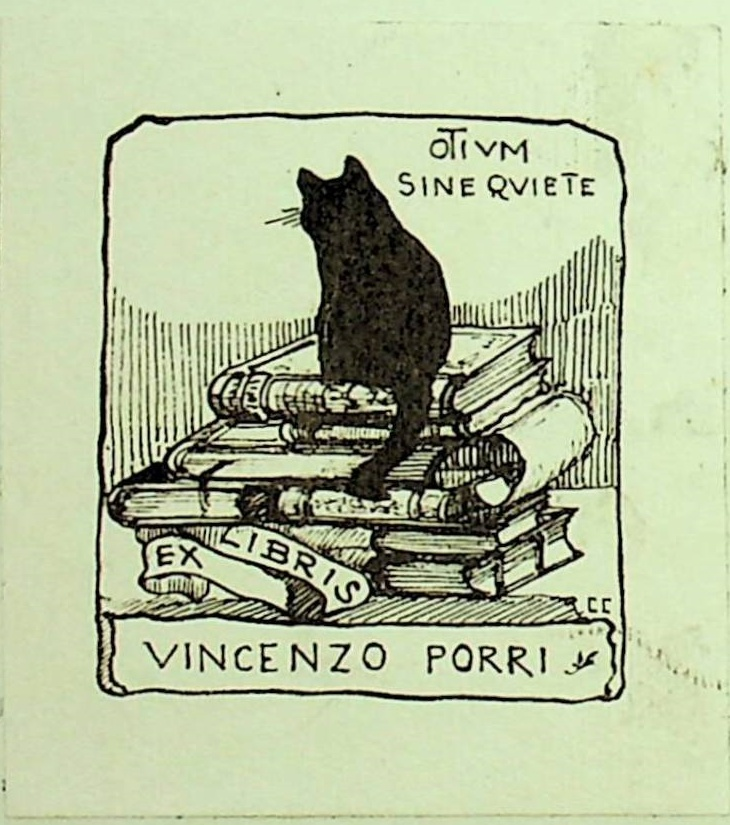
Ex-libris Vincenzo Porri
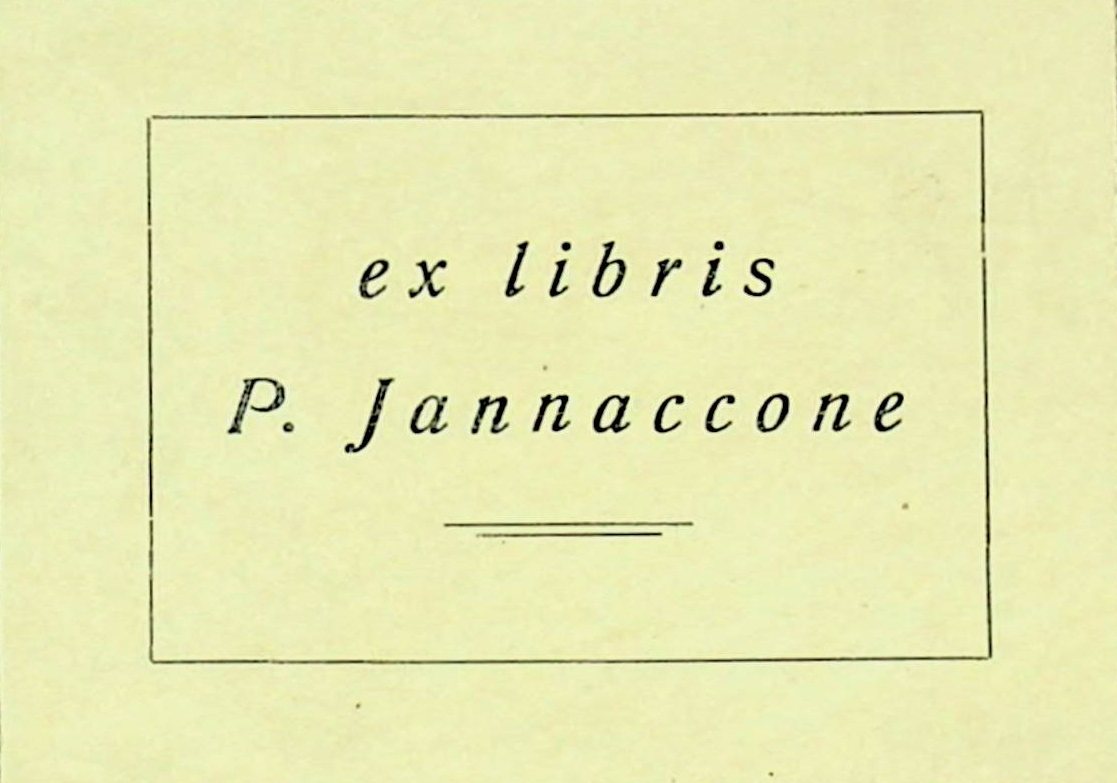
Ex-libris Pasquale Jannaccone
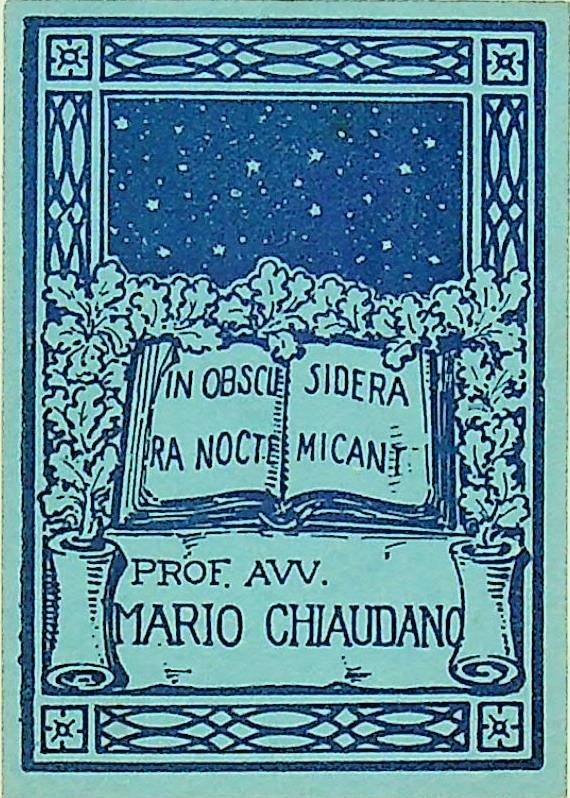
Ex-libris Mario Chiaudano
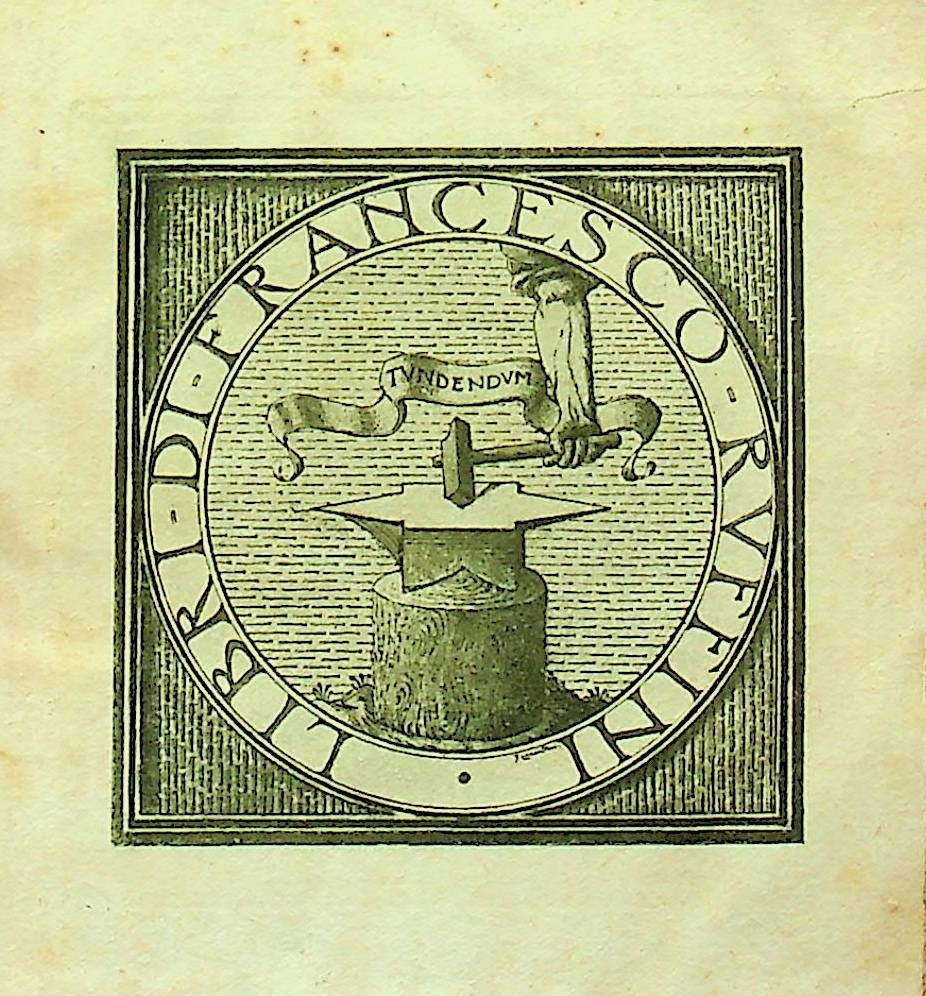
Ex-libris Francesco Ruffini
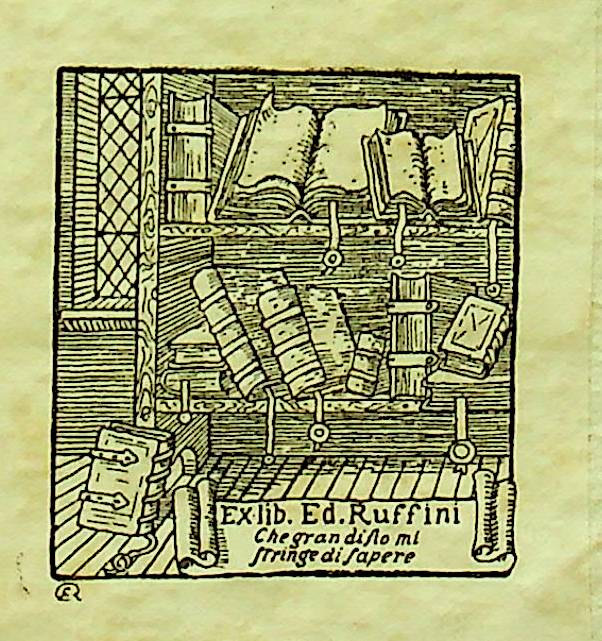
Ex-libris Edoardo Avondo Ruffini
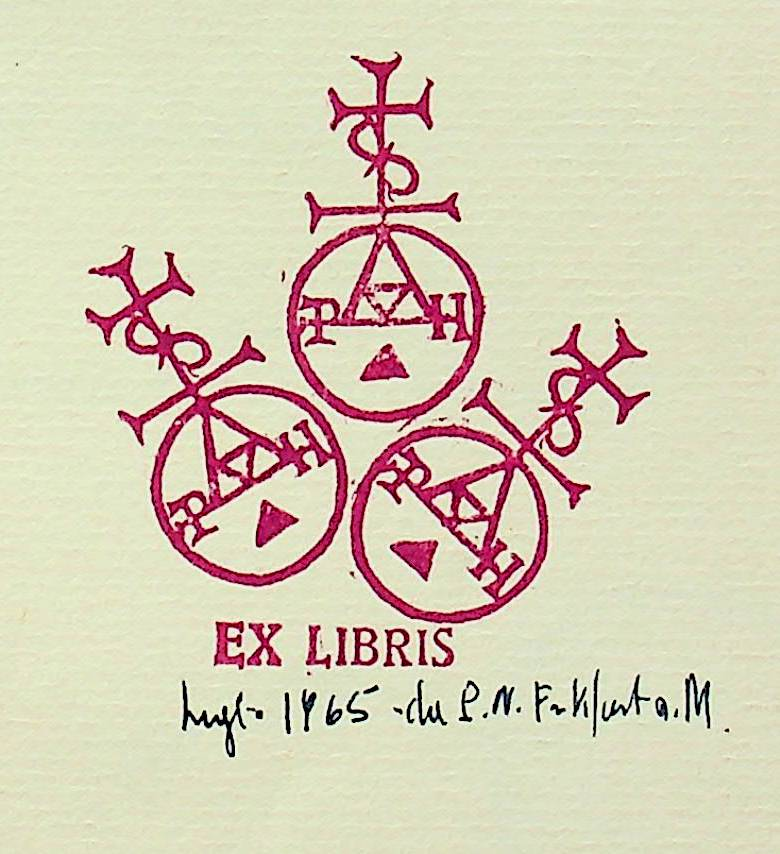
Ex-libris Paolo Farneti
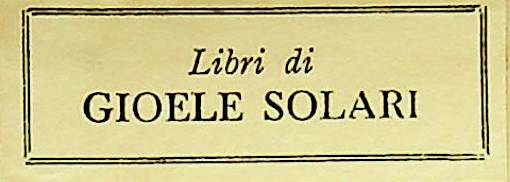
Ex-libris Gioele Solari
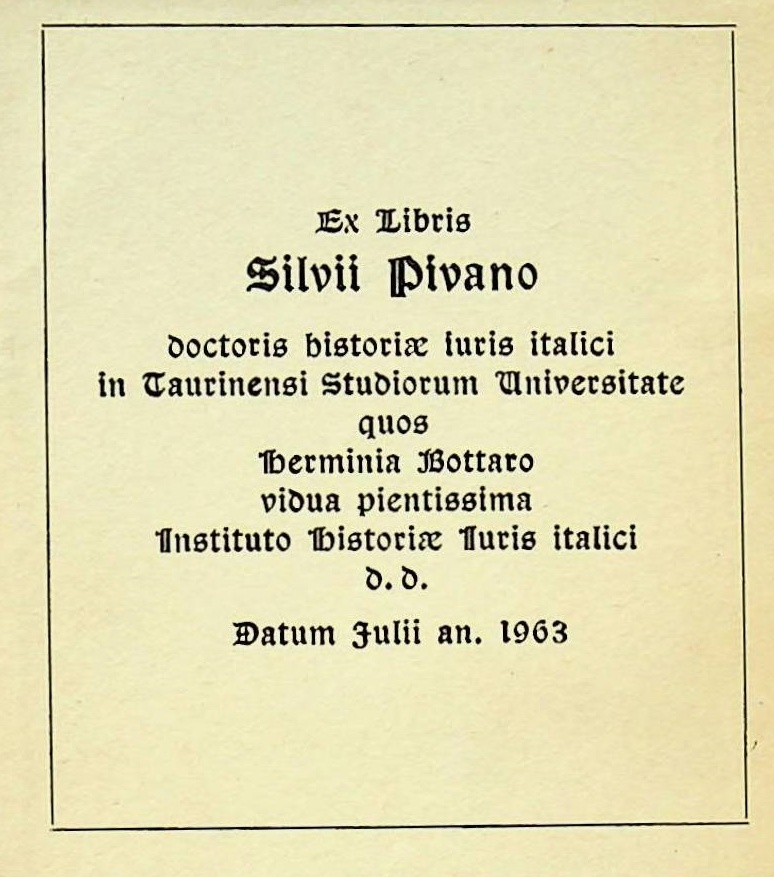
Ex-libris Silvio Pivano
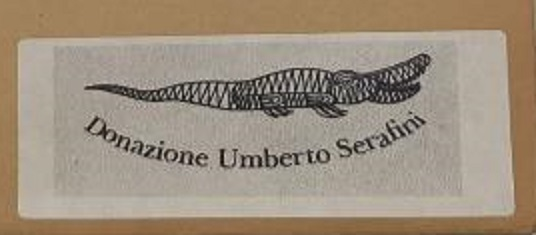
Ex-libris Umberto Serafini
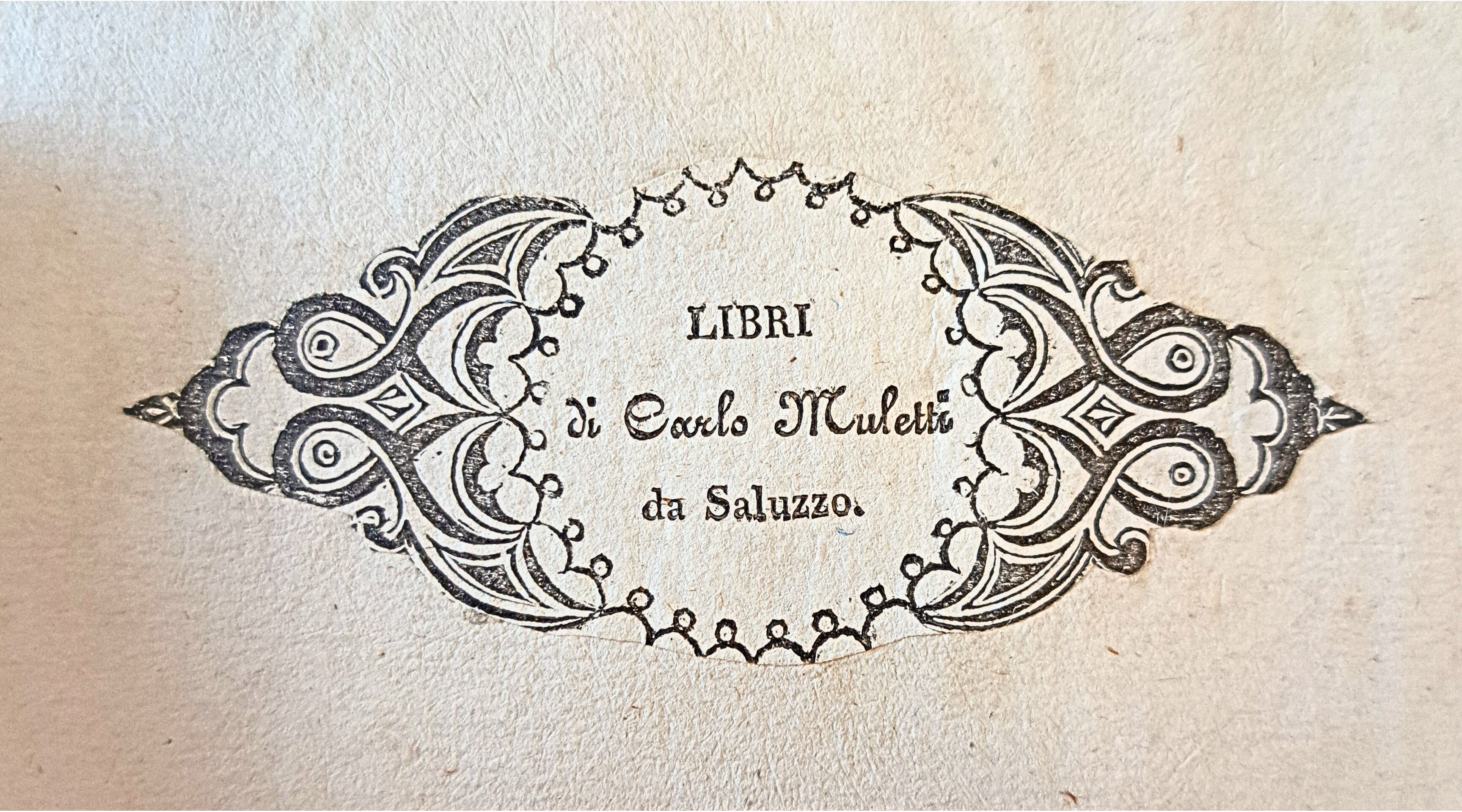
Ex-libris Carlo Muletti